# Oak Ridge (Luizjana)
Oak Ridge – wieś w Stanach Zjednoczonych, w stanie Luizjana, w parafii Morehouse.